# 絨杜父魚
絨杜父魚為輻鰭魚綱鮋形目杜父魚亞目絨杜父魚科的其中一種，為溫帶海水魚，分布於西北太平洋日本海至白令海海域，棲息深度0-550公尺，體長可達35公分，棲息在底層水域，生活習性不明。
其种加词“villosus”意为“被毛的”。